# Nazionale maschile di calcio a 5 di San Marino
La nazionale di calcio a 5 di San Marino è la selezione nazionale di Calcio a 5 della Federazione Sammarinese Giuoco Calcio che rappresentano San Marino nelle varie competizioni ufficiali o amichevoli riservate a squadre nazionali..

## Storia
Il 24 giugno del 2009 la Federazione Sammarinese Giuoco Calcio ha presentato lo staff tecnico della prima nazionale di futsal. Dopo la nazionale maggiore, tre selezioni giovanili e la rappresentativa impegnata nel torneo delle regioni, ecco quella del calcio a 5. Coordinatore tecnico è l’ex allenatore dell’under 21 Giuseppe Canini, mentre per il ruolo di commissario tecnico è stato scelto Luciano Mularoni.
Sabato 4 luglio 2009, sul parquet del Multieventi di Serravalle la nazionale di futsal debutta in amichevole contro il team Formula 1 Ferrari. Per la squadra del commissario tecnico Luciano Mularoni è il primo test di avvicinamento alle qualificazioni agli europei di futsal del 2011. Per questo impegno il commissario tecnico Mularoni ha convocato 21 giocatori. L’incasso, con ingresso a offerta libera, è stato devoluto alle popolazioni dell’Abruzzo colpite dal terremoto.
A ottobre dello stesso anno la nazionale partecipa a Serravalle a un torneo benefico rientrante nel progetto “We Free” promosso dalla Comunità di recupero per tossicodipendenti di San Patrignano. Il torneo è stato vinto dalla nazionale sammarinese che ha battuto una formazione colombiana con il risultato di 4-1 e successivamente il team San Patrignano 5-3 al termine di una partita molto combattuta.
Presenti al torneo il Vicepresidente della Colombia, Francisco Santos, il Segretario di Stato Romeo Morri e Andrea Muccioli, figlio del fondatore della Comunità di San Patrignano.
Altra amichevole disputata dalla nazionale è quella contro il Team Ravenna del 2 marzo 2010 che vede la vittoria dei biancoazzurri per 7-6.
A settembre 2010 inizia ufficialmente l’avventura della nazionale sammarinese di Futsal in campo europeo. L’ultima nata in ordine di tempo in casa Federcalcio conosce le prime avversarie della sua storia. Il turno preliminare di qualificazione alla fase finale prevista in Croazia si gioca in Finlandia dal 20 a 24 gennaio 2011. La squadra del commissario tecnico Luciano Mularoni è inserita nel girone E insieme a Cipro, Albania e ai padroni di casa della Finlandia. E’ quanto decretato dal sorteggio svolto a Nyon. Le sei vincitrici dei gironi raggiungeranno altre 18 squadre al turno di qualificazione, che definirà le 11 formazioni partecipanti alla fase finale insieme ai padroni di casa della Croazia. La squadra vincitrice del gruppo che vedrà impegnata la nazionale sammarinese incontrerà nel girone successivo Olanda, Serbia e Russia. Detentrice del trofeo la Spagna, che nella finale del 2010 ha battuto il Portogallo per 4-2. L’edizione 2011 dell’Europeo di Futsal vedrà per la prima volta al via 42 nazioni, di queste, Islanda, Norvegia, Svizzera e San Marino sono all’esordio assoluto.
Non solo calcio giocato per il futsal. Tra il 26 e 28 novembre 2010 la FSGC ospita il primo corso per arbitri di Futsal. Il corso, suddiviso in una parte teorica e una pratica, è tenuto da Andrea Lastrucci, istruttore FIFA della sezione arbitrale della Figc.
La prima uscita internazionale della nazionale del ct Luciano Mularoni è un doppio confronto amichevole contro il Montenegro tra il 10 e 11 dicembre 2010.
In attesa del debutto ufficiale la prova generale, ha dato indicazioni importanti al commissario tecnico. Un ottimo test, per rompere il ghiaccio e levarsi di dosso quel pizzico di tensione, proprio in prospettiva Europei. Al di là delle due sconfitte, 9-3 nella prima partita, 13-0 nella seconda. L’impatto della squadra sammarinese è da valutare positivamente, considerando che si parla di una nazionale in costruzione, in rappresentanza di un campionato nato da pochi anni, ma che già offre materiale tecnico di tutto rispetto. Albania, Finlandia e Cipro, saranno avversari diversi, da affrontare in un contesto nuovo per molti giocatori sammarinesi. La doppia sfida contro il Montenegro ha rappresentato un test utile per definire la lista dei 14 convocati per l’Europeo. Nella prima partita sono arrivati il goal di Marco Mularoni e la doppietta di Michelotti. Il quintetto biancoazzurro ha offerto una buona prova, così come nella seconda partita, quando, il ct ha provato una squadra quasi completamente nuova. Non sono mancate le occasioni, anche se la maggiore qualità, più che quantità montenegrina ha fatto la differenza. Comunque un buon punto di partenza per un movimento, che può ancora crescere tanto.
Tra gli ultimi test amichevoli quello con il Torre Savio Cesena, formazione che milita nel campionato di serie C/1. La nazionale è sconfitta con il punteggio di 9-5. Dopo un avvio timoroso la squadra biancoazzurra è riesce a ridurre lo svantaggio nel corso della gara.
Per l’impegno in Finlandia il ct Luciano Mularoni convoca anche il due volte campione del mondo delle moto Manuel Poggiali.

### Euro 2022
Nei gironi di qualificazioni per l'Europeo che si disputeranno nel 2022 in Olanda, La nazionale di San Marino guidata da Roberto Osimani viene inserita nel girone D Con Albania, Andorra e i padroni di casa della Bulgaria. Nella prima gara contro l'Albania la squadra del Titano riesce a pareggiare l'iniziale vantaggio albanese con il gol di Fabio Belloni per poi cedere con il risultato di 4 a 1 dopo una gara molto combattuta e ben equilibrata. 
Nel secondo Match la nazionale di San Marino sfida i padroni di casa della Bulgaria. Incredibilmente la squadra del Titano passa in vantaggio con la rete di Danilo Busignani chiudendo il primo tempo 0 a 1 e a tratti pure dominando sugli avversari. Nel secondo tempo arriva subito il pareggio dei Bulgari. Nonostante il pressing asfissiante dei padroni di casa il risultato non cambia e San Marino ottiene il primo punto nel proprio girone di qualificazione.
Nell'ultima gara del girone i Sammarinesi affrontano l'Andorra che sorprendentemente aveva battuto l'Albania nel match precedente. La Nazionale del Titano prova a giocarsi il tutto per tutto per provare a qualificarsi alla fase successiva e ci riesce. La gara termina 2 a 0 con rete di Alex Mattioli e Michele Moretti che sul fischio della sirena riesce a insaccare con un tiro direttamente dalla sua area. Questa gara segna la miglior vittoria della Nazionale di San Marino sia come differenza reti sia perché permette addirittura di arrivare al secondo posto nel girone e qualificarsi storicamente agli spareggi qualificazioni degli Europei.
Nel Sorteggio la Nazionale di San Marino dovrà vedersela contro la Danimarca con gara di andata a Serravalle e ritorno a Sonderborg.

## Rosa
Biennio 2017-2018, 2018-2019
| N. | Pos. | Giocatore          | Data nascita (età) | Pres. | Reti | Squadra           |
| -- | ---- | ------------------ | ------------------ | ----- | ---- | ----------------- |
| 12 | P    | Elia Cecchetti     | 26 marzo 1992      |       |      | Juvenes Dogana    |
| 1  | P    | Mattia Protti      | 15 dicembre 1993   |       |      | Fiorentino        |
| 11 | D    | Matteo Michelotti  | 15 gennaio 1983    |       |      | Tre Fiori F.C.    |
| 9  | D    | Fabio Gasperoni    | 13 aprile 1983     |       |      | Rimini calcio a 5 |
| 4  | D    | Francesco Gatti    | 9 febbraio 1998    |       |      | Juvenes Dogana    |
| 6  | D    | Mattia Casadei     | 16 gennaio 1989    |       |      | Pennarossa        |
| 10 | L    | Fabio Belloni      | 26 settembre 1991  |       |      | Fiorentino        |
| 13 | L    | Gabriele Borasco   | 13 settembre 1998  |       |      | Juvenes Dogana    |
| 5  | L    | Cristian Colombini | 16 giugno 1993     |       |      | Solaris Viserba   |
| 19 | L    | Marco Cupi         | 27 gennaio 1999    |       |      | Domagnano         |
| 18 | L    | Thomas Felici      | 26 novembre 1995   |       |      | Murata            |
| 17 | L    | Andrea Franciosi   | 4 marzo 1991       |       |      | Fiorentino        |
| 14 | L    | Alex Mattioli      | 14 giugno 1995     |       |      | Murata            |
| 3  | L    | Michele Moretti    | 26 ottobre 1981    |       |      | Rimini calcio a 5 |
| 20 | L    | Francesco Stolfi   | 13 ottobre 1989    |       |      | Tre Fiori F.C.    |
| 16 | L    | Davide Zafferani   | 27 ottobre 1984    |       |      | Juvenes Dogana    |
| 7  | A    | Danilo Busignanni  | 13 dicembre 1995   |       |      | Fiorentino        |
| 15 | A    | Andrea Ercolani    | 8 agosto 1997      |       |      | Aposa             |

## Staff
Legenda:
-Cognome e Nome	
●Lavoro
-Roberto Osimani	●Allenatore
-Matteo Selva ●Collaboratore Tecnico
-Dante Canducci ●Preparatore dei portieri
-Silvio Iannibelli ●Preparatore atletico
-Enrico Casali ●Fisioterapista
-Cristian Fornino ●Fisioterapista
-Claudio Cecchetti ●Medico
-Giacomo Simoncini ●Team Manager
-Giuseppe Canini ●Coordinatore

## Risultati nelle competizioni internazionali

### FIFA Futsal World Championship
- | 2012 - non qualificata

### UEFA Futsal Championship
| 2012 | Non qualificata | - | - | - | - | - | - |  |
| 2014 | Non qualificata | - | - | - | - | - | - |  |
| 2016 | Non qualificata | - | - | - | - | - | - |  |